# Внутриигровое видео
Внутриигрово́е ви́део, или кат-сце́на (англ. cutscene — вырезанная сцена, врезка, сценка) — эпизод в компьютерной игре, в котором игрок слабо или вообще никак не может влиять на происходящие события, обычно с прерыванием геймплея. Кат-сцены используются для развития сюжета, визуального представления игрового прогресса и заполнения пауз в геймплее. Сцены могут быть анимированы средствами самой игры либо использовать отснятый видеоматериал с живым действием.
Самыми первыми компьютерными играми, использовавшими кат-сцены как обширную и неотъемлемую часть игры, были Portopia Renzoku Satsujin Jiken от Enix, выпущенная в 1985 году, и Maniac Mansion от LucasArts Entertainment, созданная Роном Гилбертом и выпущенная в 1987 году, которая была также известна несколькими другими новшествами. С тех пор кат-сцены стали частью многих игр, особенно в жанрах RPG и квест.
Кат-сцены иногда называют кинематографическими вставками или внутриигровыми фильмами, если они сделаны на движке игры, или Full-Motion Video (с англ. — «видео полного действия / полноценный фильм»), если они были заранее отрендерены как видеофайл.

## Сцены с живым действием
Живые кат-сцены имеют много общего с фильмами. Например, в видеороликах Wing Commander IV: The Price of Freedom были задействованы известные профессиональные актёры — Марк Хэмилл и Малкольм Макдауэлл.
Некоторые игры, созданные по кинолицензии, — «Властелин колец», «Звёздные войны» от Electronic Arts — интенсивно использовали уже отснятый видеоматериал из самих фильмов. Другой пример: Enter the Matrix использовала специально отснятые кадры. Примечательно, что съёмки роликов происходили в то же время и в тех же павильонах, где снимали фильм «Матрица: Перезагрузка», роли в них играли те же актёры, и режиссировали их братья Вачовски.
Однако некоторые геймеры называют сценки с живым действием безвкусными из-за их часто низкого качества и плохой игры актёров. Кат-сцены в игровой серии стратегий в реальном времени Command & Conquer особо отмечены за утрированное исполнение ролей.
Сцены с живым действием были популярны в первой половине 1990-х, в начале эры CD-ROM и последующего увеличения производительности компьютеров. Оно также привело к развитию так называемого интерактивного кино, которое показывало целые часы отснятого видеоматериала с живым действием, принося в жертву интерактивность и сложный геймплей.
Увеличение качества графики, стоимости, критической реакции общества и потребность в профессионализме для лучшей интеграции кат-сцен, компьютерной графики и геймплея вскоре привели к увеличению популярности анимированных кат-сцен (роликов на движке) в конце 1990-х. Но, несмотря на это, для кинематографического эффекта некоторые игры всё ещё используют живые сценки; один из примеров — Black, где показывается интервью между Джеком Келларом и его следователем, снятое с реальными актёрами.

## Анимированные сцены
Существуют две основные технологии для анимации кат-сцен.
Внутриигровые сценки отображаются рендером на лету, используя тот же графический движок, что и соответствующая игра. Например, в жанре стелс-экшен — Metal Gear Solid, Splinter Cell, в RPG и Action — Grand Theft Auto, The Legend of Zelda и т. п.
Предварительно отрендеренные сцены (иногда pre-rendered, предотрендеренные) имеют более высокое качество, сравнимое с полноценными фильмами. В этих сценах персонажи и окружение представлены в том же дизайне, что и в игре. Серия видеоигр Final Fantasy, разработанная Square Co., отмечена за такие кат-сцены, которые были впервые представлены в Final Fantasy VII. Blizzard Entertainment также признана в этой области. Компания имеет собственное отделение, созданное специально для снятия качественных кинематографических роликов, например, в Diablo II, Warcraft III, World of Warcraft. В 1996 году DreamWorks Interactive создала The Neverhood — первую и единственную игру, целиком состоящую из анимированных сцен в пластилине, с кукольной анимацией.
Предотрендеренные кат-сцены вообще имеют более высокое визуальное качество, чем внутриигровые, но есть два существенных недостатка: различие в качестве иногда может достигать слишком больших высот, подчёркивая низкую графику самой игры; также такая кат-сцена не может приспособиться к текущему состоянию игры: например, отображение различных частей одежды, изношенных персонажем. Проблема ярко выражена в Resident Evil 4 для PlayStation 2 и PC, где Леон всегда появляется в своём заданном по умолчанию костюме, чего не было замечено в версии для GameCube.
В более новых играх, которые могут использовать сложные методы анимации и пост-эффектов, внутриигровые сцены рендерятся на лету и могут быть тесно интегрированы с геймплеем (заскриптованные кат-сцены). Одни игры дают игроку некоторый контроль над камерой в течение роликов — Dungeon Siege, Metal Gear Solid 2: Sons of Liberty, Kane & Lynch: Dead Men, Assassin's Creed  — другие требуют нажатий на кнопки в течение сценок для успешного продолжения, как в Sword of the Berserk: Guts Rage, Resident Evil 4, Resident Evil 5 или Shenmue 2.
Постепенно жанр «интерактивного кино» возвращается, началом этого могут послужить игры Fahrenheit и Dreamfall: The Longest Journey, где последующие цепи событий зависят от действий игрока.

## Интерактивные кат-сцены
Интерактивные сцены оформлены как обычные кат-сцены, но требуют участия игрока. Сцены бывают двух типов: пассивные, когда надо выбирать один вариант из предоставленных (например, ветку в диалоге, присутствует в KOTOR, Mass Effect, Dragon Age: Origins и т. п.), и активные, когда необходимо быстро и точно нажимать определённые клавиши — этот тип называется «Quick Time Events» (с англ. — «Мгновенные события», сокр. QTE). QTE присутствует, например, в играх Assassin's Creed II, Shenmue, Yakuza, Spider-Man 3, Resident Evil 4, God of War, Tomb Raider: Legend, Marvel: Ultimate Alliance, Fahrenheit, Heavy Rain, Beyond: Two Souls, Detroit: Become Human, а также в серии Mass Effect.

## Сцены в реальном времени
С недавнего времени появилась тенденция избегать отдельных кат-сцен. Самым известным популяризатором этого являлась компьютерная игра Half-Life 1998 года от Valve, и с тех пор это новшество использовалось во многих играх, например в BioShock и всех других играх Valve. Вместо неактивного просмотра игрок всегда сохраняет контроль над персонажем, но вместо этого лицо персонажа-протагониста почти никогда нельзя увидеть, кроме случаев, когда игра ведётся от третьего лица; Assassin's Creed от Ubisoft позволяет игроку сохранять контроль над персонажем в течение кат-сцен, тем самым погружая его в игру, но метод требует больших усилий со стороны разработчика: игрок не должен прерывать эти сцены.